# Scabricola potensis
Scabricola potensis is een slakkensoort uit de familie van de Mitridae. De wetenschappelijke naam van de soort is voor het eerst geldig gepubliceerd in 1858 door Montrouzier.